# Frickenhausen
Frickenhausen è un comune tedesco di 8 847 abitanti, situato nel land del Baden-Württemberg.